# Жил Бјанки
Жил Лусијен Андре Бјанки (фр. Jules Lucien André Bianchi; Ница, 3. август 1989 — Ница, 17. јул 2015) био је француски возач Формуле 1. После судара на стази Сузука у Јапану, када је ударио у дизалицу својим болидом по веома влажним условима и смањеној видљивости због сумрака, задобио је тешку повреду мозга и остао у коми до смрти. Уједно је први је возач који је погинуо у Формули 1 после Аиртона Сене. 
После тог удеса ФИА је променила сатницу одржавања трка, како се не би дешавало да се одржавају у време сумрака, и увела систем заштите возача у болиду хало (ореол).

### Каријера
| година   | класа                      | тим           | број       | трке       | победе     | пол позиције | најбржи кругови | бодови     | пласман    |
| -------- | -------------------------- | ------------- | ---------- | ---------- | ---------- | ------------ | --------------- | ---------- | ---------- |
| 2007.    | Формула Рено 2.0 Француска | СГ Формула    | 6          | 13         | 5          | 5            | 10              | 172        | 1.         |
| 2007.    | Формула Рено 2.0 Европа    | СГ Формула    | 43         | 8          | 0          | 1            | 1               | 9          | 11.        |
| 2008.    | Формула 3 Евросерија       | АРТ Гран При  | 24         | 20         | 2          | 2            | 2               | 47         | 3.         |
| 2009.    | Формула Рено 3.5 Серија    | СГ Формула    | 26         | 1          | 0          | 0            | 0               | 0          | -          |
| 2009.    | Велика Британија Формула 3 | АРТ Гран При  | 91         | 4          | 2          | 0            | 3               | 0          | -          |
| 2009.    | Формула 3 Евросерија       | АРТ Гран При  | 1          | 20         | 9          | 6            | 7               | 114        | 1.         |
| 2009.    | Макао Гран При             | АРТ Гран При  | 3          | 1          | 0          | 0            | 0               | -          | 10.        |
| 2009–10. | ГП2 Азија Серија           | АРТ Гран При  | 7          | 6          | 0          | 1            | 0               | 8          | 12.        |
| 2010.    | ГП2 Серија                 | АРТ Гран При  | 1          | 20         | 0          | 3            | 1               | 52         | 3.         |
| 2011.    | ГП2 Азија Серија           | Лотус АРТ     | 5          | 4          | 1          | 0            | 2               | 18         | 2.         |
| 2011.    | ГП2 Серија                 | Лотус АРТ     | 5          | 18         | 1          | 1            | 0               | 53         | 3.         |
| 2011.    | Формула 1                  | Ферари        | тест возач | тест возач | тест возач | тест возач   | тест возач      | тест возач | тест возач |
| 2012.    | Формула Рено 3.5 Серија    | Тех 1 Рејсинг | 8          | 17         | 3          | 5            | 7               | 185        | 2.         |
| 2012.    | Формула 1                  | Форс Индија   | тест возач | тест возач | тест возач | тест возач   | тест возач      | тест возач | тест возач |

### Потпуни попис резултата у Формули 1
| сезона | тим         | шасија            | мотор                        | 1.      | 2.      | 3.      | 4.      | 5.      | 6.      | 7.      | 8.      | 9.      | 10.     | 11.     | 12.     | 13.     | 14.     | 15.     | 16.     | 17.     | 18.     | 19.     | 20. | бодови | пласман |
| ------ | ----------- | ----------------- | ---------------------------- | ------- | ------- | ------- | ------- | ------- | ------- | ------- | ------- | ------- | ------- | ------- | ------- | ------- | ------- | ------- | ------- | ------- | ------- | ------- | --- | ------ | ------- |
| 2012   | Форс Индија | Force India VJM05 | Mercedes-Benz FO 108Z 2.4 V8 | АУС     | МАЛ     | КИН ТВП | БАХ     | ШПА ТВП | МОН     | КАН     | ЕВР ТВП | ВБР ТВП | НЕМ ТВП | МАЂ ТВП | БЕЛ     | ИТА ТВП | СИН     | ЈАП     | ЈКО ТВП | ИНД     | АБУ ТВП | САД     | БРА | -      | -       |
| 2013   | Марусија    | Marussia MR02     | Cosworth CA2013 2.4 V8       | АУС 15. | МАЛ 13. | КИН 15. | БАХ 19. | ШПА 18. | МОН Оду | КАН 17. | ВБР 16. | НЕМ Оду | МАЂ 16. | БЕЛ 18. | ИТА 19. | СИН 18. | ЈКО 16. | ЈАП Оду | ИНД 18. | АБУ 20. | САД 18. | БРА 17. |     | 0      | 19.     |
| 2014   | Марусија    | Marussia MR03     | Ferrari 059/3 1.6 V6 t       | АУС НСК | МАЛ Оду | БАХ 16. | КИН 17. | ШПА 18. | МОН 9.  | КАН Оду | АУТ 15. | ВБР 14. | НЕМ 15. | МАЂ 15. | БЕЛ 18. | ИТА 18. | СИН 16. | ЈАП 20. | ЈАП     | САД     | БРА     | АБУ     |     | 2      | 17.     |